# بوستان جنگلی مشگین‌شهر

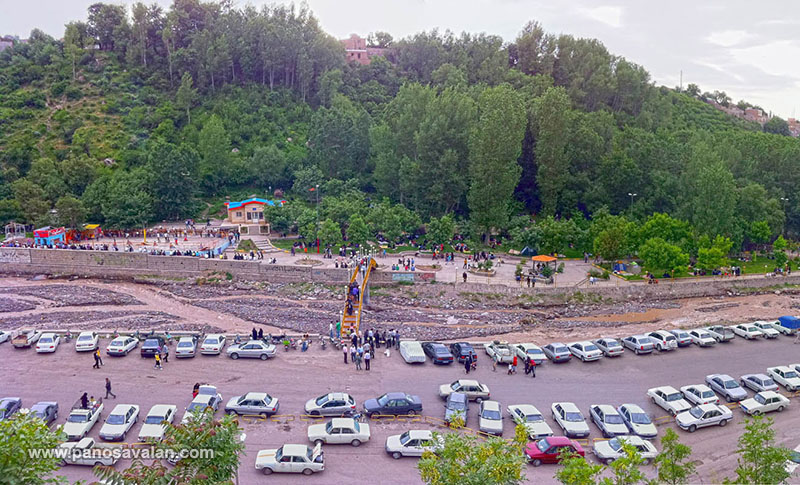
بوستان‌ جنگلی مشگین‌شهر

بوستان جنگلی مشگین‌شهر با وسعت ۳۰۰ هکتار در کناره غربی رودخانه خیاوچایی و به موازات آن در بالا دست رودخانه قرار دارد. 
این پارک شکلی تقریباً بیضوی بطول ۵ کیلومتر داشته که با جاده‌کشی در مسیر رودخانه بر طول مسیر بالارونده آن افزوده شده است. وجود تفرجگاه، شهربازی، زمین اسکیت و آبشار مصنوعی در ورودی بوستان‌ بر زیبایی‌های این مکان افزوده و در اکثر فصول سال مملو از شهروندان و گردشگران می‌باشد.
جاده ماشین‌رو این بوستان‌ از ورودی جاده اردبیل به مشگین‌شهر آغاز شده و انتهای آن به میدان سبلان در شهر منتهی می‌شود. ضمن اینکه جاده فرعی از پیچ انتهایی به گردولی ختم می‌شود که دارای طبیعتی بکر و خدادادی است.
پل معلق مشکین‌شهر بر روی دره خیاوچایی و بوستان‌ جنگلی مشگین‌شهر ساخته شده است.

## نگارخانه

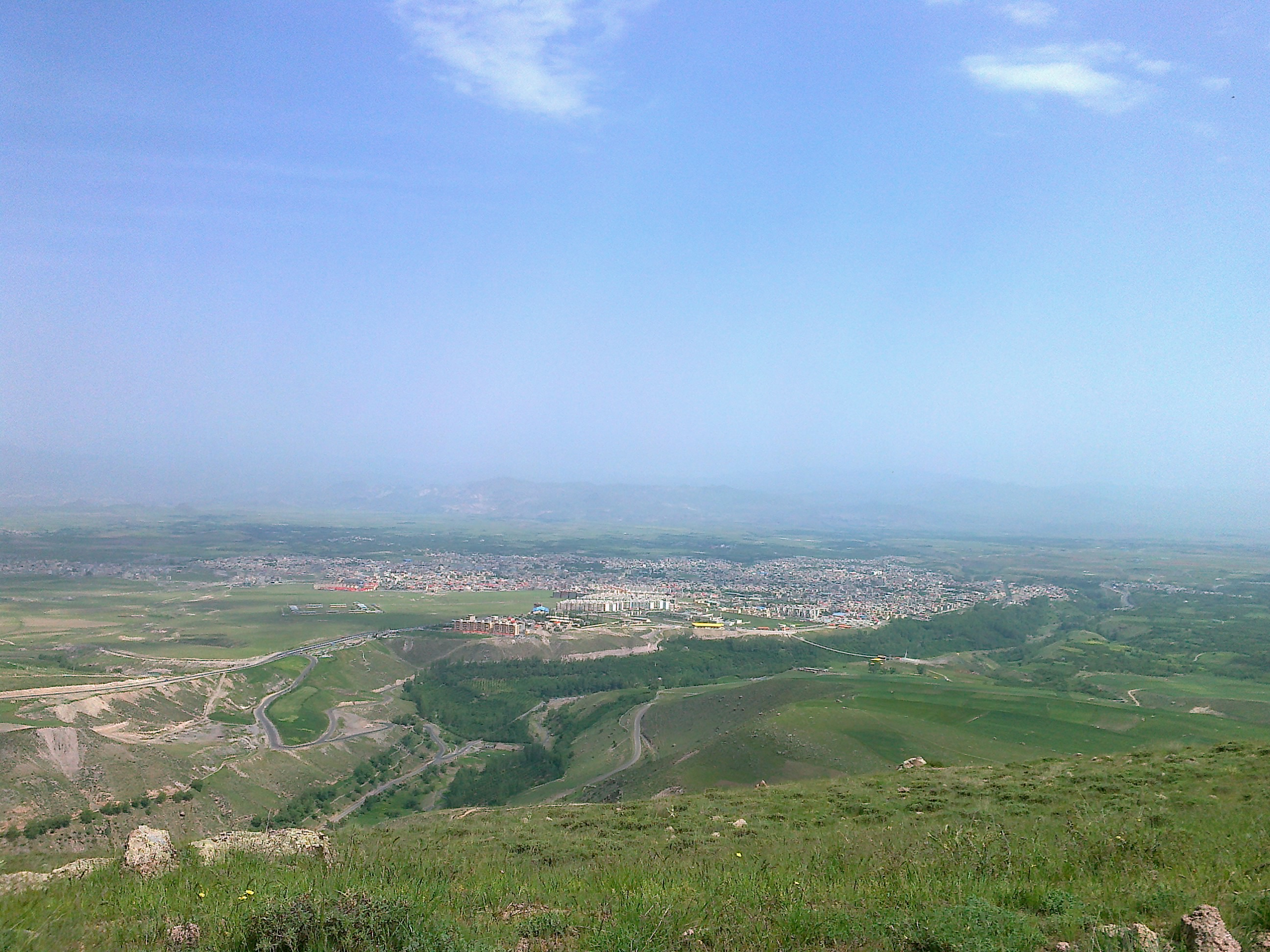
نمایی از مشکین‌شهر، پارک جنگلی و پل معلق

## منبع
1. ↑  «آغاز طرح احیای بوستان‌ جنگلی شهرستان مشگین‌شهر». پایگاه خبری مشکین سلام. ۸ فروردین ۱۳۹۴. بایگانی‌شده از اصلی در ۱۸ اكتبر ۲۰۱۷. دریافت‌شده در ۴ تیر ۱۳۹۴. تاریخ وارد شده در |archive-date= را بررسی کنید (کمک)
2. ↑  «معرفی بزرگترین بوستان های جنگلی ایران». خیاو نیوز. ۲۴ بهمن ۱۳۹۳. بایگانی‌شده از اصلی در ۱۷ نوامبر ۲۰۱۶. دریافت‌شده در ۴ تیر ۱۳۹۴.
3. ↑  «بوستان‌ جنگلی مشکین‌شهر». پانوساوالان. بایگانی‌شده از اصلی در ۲ ژوئن ۲۰۱۵. دریافت‌شده در ۴ تیر ۱۳۹۴.
4. ↑  «افتتاح طولانی‌ترین پل معلق خاورمیانه در مشکین‌شهر». شبکه خبر. ۲۶ اردیبهشت ۱۳۹۴. بایگانی‌شده از اصلی در ۴ ژوئیه ۲۰۱۵. دریافت‌شده در ۴ تیر ۱۳۹۴.
5. ↑  «پل ۳۶۵ متری، بزرگترین پل معلق خاورمیانه در مشگین‌شهر افتتاح شد». خبرگزاری کاسپین. ۲۸ اردیبهشت ۱۳۹۴. دریافت‌شده در ۴ تیر ۱۳۹۴.[پیوند مرده]